# Vladimir Žerjavić
Vladimir Žerjavić (Križ, 2. kolovoza 1912.- Zagreb, 5. rujna 2001.), hrvatski ekonomist, demograf i stručnjak UN-a. Široj javnosti postao je poznat po istraživanjima i publikacijama o demografskim gubitcima bivše Jugoslavije u 2. svjetskom ratu.

## Životopis
Rodio se 1912. godine u Križu, a diplomirao je na Ekonomskom fakultetu u Zagrebu. Od 1945. do 1958. godine radio je u Ministarstvu industrije, Institutu za naftu, Ekonomskom institutu i Saveznom centru za izobrazbu rukovodećih kadrova u privredi, a od 1958. do 1982. radi u inozemstvu kao kao savjetnik za industijski razvoj. Od 1964. godine radio je kao ekspert Ujedinjenih naroda u Ekonomskoj komisiji UN-a za Afriku i vlada pojedinih zemalja Afrike, Azije i Srednje Amerike, baveći se analizom rasta i kretanja stanovništva. Bio je i dugogodišnji suradnik Vjesnika.

## Žerjavićev rad o broju žrtava na području SFRJ
Dok je svoju mladost i zrelo razdoblje proveo praktički nepoznat političkoj i društvenoj javnosti, Vladimir je Žerjavić stekao neočekivanu-no, za poznavatelje situacije predvidivu- slavu u doba sumraka raspadajuće Jugoslavije. Naime, manipulacije brojkama stradalih u doba 2. svjetskoga rata u Jugoslaviji i njihova nacionalna razvrstba bijahu moćnim sredstvom raspaljivanja nacionalizama- u ovom posebnom slučaju, poglavito srpskog. Cijela se priča može razglobiti u nekoliko dijelova:
- srpski je matematičar Vladeta Vučković (kasnije, po emigriranju, sveučilišni profesor matematike na više američkih sveučilišta) za potrebe Pariške mirovne konferencije, i na traženje jugoslavenskoga političkoga čelnika Edvarda Kardelja, izračunao demografske gubitke Jugoslavije u nedavno završenom 2. svjetskom ratu. Vučković je, na temelju dostupnih podataka, došao do prilično točne brojke od 1,7 milijuna demografskih gubitaka- što znači populacijski manjak u odnosu na očekivano stanje dobiveno ekstrapolacijom predratnih podataka. No, te brojke su upotrijebljene kao prikaz stvarnih žrtava rata u Jugoslaviji, što nije bila Vučkovićeva nakana ni cilj. Sam je matematičar u nekoliko navrata, kad je već bio u SAD, upozorio da se radi o pogrešno interpretiranim podatcima: mjesto demografskih gubitaka zauzele su žrtve rata.
- u doba Titove vlasti ta je brojka bila službenom, iako su same jugoslavenske vlasti popisima na terenu došle do daleko manjih cifri. Politika, u raznim vidovima, diktirala je ambivalentan odnos prema tim nalazima:

a) pragmatički, jugoslavenska je vlast bila zainteresirana za što veće stradalništvo zbog većih financijskih reparacija od Savezne Republike Njemačke. Također, jugoslavenski su komunisti učvršćivali svoju reputaciju u svijetu kao predstavnika zemlje koja je veoma teško stradala od nacističkih i fašističkih režima
b) na unutarnjem planu stvarala se fama o stotinama tisuća ubijenih u ustaškom sabirnom logoru Jasenovac. Iako to nije izrijekom isticano zbog delikatnosti teme, brojka od 600 ili 700 tisuća ubijenih (drugi je podatak najčešće navođen u službenim jugoslavenskim publikacijama kao što bijaše Enciklopedija Jugoslavije ili razne vojnopovijesne statistike) implicirala je, i za politički polupismene, glasnu optužbu protiv Hrvata- vrlo pogodnu za ušutkivanje hrvatskih nacionalnih težnji u prijeporima koji su, povremeno, izbijali u SFRJ. Naime, ako od 1.700.000 žrtava rata oko 700.000 otpada na Jasenovac (pretpostavljeno je da su Srbi činili golemu većinu toga broja), teško se oduprijeti generalizaciji da Hrvati, na ovaj ili onaj način, nose stigmu masovnih ubojica Srba. Pribroje li se i, bar dijelom, žrtve iz «preostaloga» milijuna, ispada da su ustaše (čitano - Hrvati) poubijali u NDH najmanje milijun Srba. Ta žrtvoslovna mitologija nikada nije ozbiljno i sustavno raspravljana u SFRJ.
c) s Titovim starenjem i opadanjem komunističkoga autoriteta poslije njegove smrti, te razbuktavanjem nacionalnih protimbi, u javnosti se intenzivirala političko-ideološka borba oko broja žrtava u 2. svjetskom ratu, a prije svega u NDH. Iako početci propitivanja dolaze još iz 1950-ih i 1960-ih godina, suprotstavljeni stavovi su se radikalno sučelili, ogoljeno, tek u 70-ima i 80-ima. Hrvatski publicist Bruno Bušić, povjesničar i publicist (kasnije i državnik) Franjo Tuđman i povjesničar Ljubo Boban javno su iznijeli podatke istraživanja o tom da je broj žrtava u NDH i sabirnom logoru Jasenovac višestruko preuveličan, te da je motivacija za takav postupak poglavito protuhrvatska politika i raspoloženje dominantni u dijelu srpske nacionalnopolitičke elite i stanovništva. Srpski povjesničari i publicisti kao Velimir Terzić, Milan Bulajić, Vladimir Dedijer, te «pridruženi» član, Hrvat jugounitarne orijentacije i vojni povjesničar Antun Miletić tvrdili su suprotno: po nekima je od njih broj stradalih Srba u konclogoru Jasenovac dosegao brojku od milijun, a kod nekih i milijun i pol ljudi. Cijela je polemika dobila dodatni naboj tijekom rasplamsavanja svesrpskoga pokreta kojem je čeonikovao Slobodan Milošević.
U takvom su ozračju nastala Žerjavićeva djela- prve sustavne i dosljedne raščlane broja žrtava na području ondašnje SFRJ, temeljene na prihvaćenim podatcima, popisima stanovništva, prihvaćenoj demografsko-statističkoj metodologiji te mnogobrojnim popisima žrtava. Vladimir Žerjavić je detaljnije obradio ono što je već učinio srpski emigrantski demograf Bogoljub Kočović, ne znajući za Kočovićeva prethodna istraživanja. No, rezultati do kojih su došli obojica pokazuju veoma veliko slaganje; dapače, srpski je demograf došao do manje brojke stradalih Srba i veće za broj poginulih Hrvata od hrvatskoga stručnjaka.

## Žerjavićeve procjene žrtava u NDH
Sudeći po Žerjavićevim istraživanjima, sljedeće su brojke validne: Jugoslavija je izgubila 1.027.000 ljudi u 2. svjetskom ratu. od toga vecina, 623.000 ljudi, s podrucja NDH - to jest 295.000 u Hrvatskoj i 328.000 u Bosni i Hercegovini, te 36.000 u inozemstvu.
Prema nacionalnosti, Žerjavić procijenjuje sljedeći broj stradalih s teritorija NDH tijekom rata i poraća:
- 322.000 Srba, sto je 17% ukupnog srpskog stanovništva u NDH
- 192.000 Hrvata, to jest 6% hrvatskog stanovništva, za koje Žerjavić navodi da je 50,000 umrlo na ustaško-domobranskoj strani, dočim je velika većina Hrvata stradala od strane nacista, fasišta i njihovih ustaških suradnika
- 77.000 Muslimana
- 26.000 Židova, većina istrijebljeni u ustaškim logorima
- 16.000 Roma, gotovo svi istrijebljeni u ustaškim logorima

Civilnih žrtava rata bilo je 327.000 - 153.000 u Hrvatskoj i 174.000 u Bosni i Hercegovini. Od toga, 85.000 ljudi iz BiH i 48.000 iz Hrvatske stradalo je u konclogorima. Glede pak Srba, Žerjavić je procijenio da je bilo ukupno 197.000 srpskih civilnih žrtava u NDH: oko 50.000 u konclogoru Jasenovac, 45.000 ubijenih od njemačke vojske, 34.000 u borbama između ustaša, četnika i partizana, te oko 28.000 pogubljenih u selima, raznim stratištima i sl. Dodatnih 125.000 Srba je poginulo u raznim vojnim postrojbama- sve skupa oko 322.000 Srba stradalih nenaravnom smrću u NDH. Iscrpno smo prikazali brojke samo za srpski narod u NDH, jer je upravo to bilo glavnom kontroverzom i političkim fitiljem za raspirivanje velikosrpske agresije. Glede žrtava Hrvata i ostalih naroda čitatelj može pogledati podatke na vanjskim poveznicama.
Žerjavićevi su podatci uglavnom prihvaćeni u svijetu kao relevantne brojke o viktimologiji Jugoslavije u 2. svj. ratu. Koliko je poznato, jedino je Wiesenthalov centar ostao kod statistika koje su vrijedile u komunističkoj SFRJ. Također, valja napomenuti da postoje izvori koji navodno dovode u pitanje Žerjavićeve izračune, a temeljeni su najviše na novijim otkrićima masovnih grobnica u Sloveniji, makar te žrtve i nisu identificirane pa se ne može sa sigurnošću govoriti tko su. Po tome bi, kažu zastupnici tih teza, broj Hrvata poginulih u 2. svjetskom ratu bio veći od Žerjavićevih procjena, a popis identificiranih jasenovačkih žrtava bi dao manju brojku od Žerjavićeve. Budući da ta istraživanja nisu došla do ozbiljnije utemeljenih zaključaka, podatci do kojih je došao Vladimir Žerjavić ostaju do daljnjega glavni orijentir za potencijalna buduća empirijska i forenzična ispitivanja.
Zbog međunarodne dimenzije ove problematike, na internetu nažalost nisu dostupna Žerjavićeva istraživanja na hrvatskome jeziku, nego samo u engleskom prijevodu.